# Дакота (округ, Миннесота)
Дако́та (англ. Dakota County) — округ в штате Миннесота, США. Административный центр — Хейстингс, крупнейший город — Иган. По переписи 2000 года в округе проживают 355 904 человека. Площадь — 1519 км², из которых 1475,6 км² — суша, а 43,4 км² — вода. Плотность населения составляет 241 чел./км².

## История
Округ был основан в 1849 году.